# Diario para mis amores
Diario para mis amores (en húngaro: Napló szerelmeimnek) es una película dramática húngara de 1987 dirigida por Márta Mészáros. Se inscribió en el 37.ª Festival Internacional de Cine de Berlín, donde ganó el Oso de Plata por un logro único sobresaliente. La película fue seleccionada como la entrada húngara a la Mejor Película en lengua no inglesa en los 60.ª Premios de la Academia, pero no fue aceptada como nominada.

## Reparto
- Ágnes Csere como Juli (voz)
- Zsuzsa Czinkóczi como Kovács Juli
- Anna Polony como Egri Magda
- Mária Ronyecz como Magda (voz)
- Jan Nowicki como János
- Tamás Végvári como János (voz)
- Erika Szegedi como Anna Pavlova (voz)
- Mari Szemes como Nagymama
- Vilmos Kun como Nagyapa (voz)
- Pál Zolnay como Nagyapa
- Adél Kováts como Natasa
- Irina Kuberskaya como Anna Pavlova (como Irina Kouberskaya)
- Erzsébet Kútvölgyi como Erzsi
- Jerzy Bińczycki como Profesor
- László Vajda como Profesor (voz)
- Gyula Bartus como Dezsõ